# Автотомия
Автотомия – самоволно откъсване на крайници или други части на организма у някои животни при дразнене. Съществува при някои гущери (откъсване на опашката), у безгръбначните (силно изразена при морските краставици). Откъснатите части обикновено се възстановяват, понякога не напълно. Автотомия е средство за пасивна защита.